# 长尾维达雀
，是雀形目维达雀科的一种鸟类。

## 特征
长尾维达雀体重约20.6克，翼长约75.4毫米，喙宽度约4.5毫米，喙厚度约5.8毫米，嘴峰长约11.7毫米，跗蹠长约16.6毫米，尾长约57.5毫米。
长尾维达雀是留鸟，栖息在林地，它们是植食性动物，主要以植物的种子或坚果为食。它们分布在塞内加尔、冈比亚、马里南部、科特迪瓦北部、尼日利亚北部、中非共和国、刚果民主共和国东北部、苏丹南部和埃塞俄比亚。